# АУКУС
AUKUS (/ˈɔːkəs/) (акроним, образованный по составу участников Australia, United Kingdom, United States) — трёхсторонний пакт, военно-политический блок, образованный Австралией, Великобританией и США.
Сообщение о создании опубликовано 15 сентября 2021 года.
По мнению наблюдателей, пакт направлен на противодействие влиянию Китая в спорной акватории Южно-Китайского моря. Пакт также включает сотрудничество в области «кибервозможностей, искусственного интеллекта, квантовых технологий и дополнительных подводных возможностей». В рамках альянса военно-морской флот Австралии впервые получит возможность строить атомные подводные лодки. Пакт будет сосредоточен на военном потенциале, отделяя его от альянса «Пять глаз» по обмену разведданными, который также затрагивает Новую Зеландию и Канаду.
Министр иностранных дел Франции Жан-Ив Ле Дриан назвал данный пакт «ударом в спину», после того, как Австралия без предварительного уведомления аннулировала французско-австралийскую сделку на поставку атомных подводных лодок на сумму в 56 миллиардов евро (90 миллиардов австралийских долларов) и сократила развитие стратегического партнёрства.
17 сентября 2021 Франция в знак протеста в связи с заключением данного пакта отозвала для консультаций своих послов из Канберры и Вашингтона.

## Предпосылки
Австралия, Великобритания и США обеспокоены ростом военного присутствия КНР в Индо-Тихоокеанском регионе. В совместном заявлении о создании альянса говорится, что в регионе существуют потенциальные угрозы правопорядку, включая неразрешённые территориальные споры, терроризм и организованную преступность:

[Регион] стал новым источником угроз безопасности, в том числе в киберпространстве.
Оригинальный текст (англ.)It is on the frontline of new security challenges, including in cyberspace

Китай в совместном заявлении не упоминается. Официальные представители США заявили, что AUKUS не направлен против Китая. Однако, по мнению экспертов, договор указывает на изменение стратегической и политической парадигмы в регионе.
Ключевым спорным моментом в отношениях Китая и Запада является тайваньский вопрос. По мнению аналитиков, именно он стал главной причиной создания AUKUS.
По словам директора по обороне Австралийского института стратегической политики, Майкла Шубриджа:

Мы слышим [от Китая] слова о сотрудничестве и следом за этим видим угрозы в адрес Тайваня, события в Гонконге и быструю милитаризацию Южно-Китайского моря. Поэтому, с точки зрения стратегии, единственный способ противостоять Китаю — это сдерживание.
Оригинальный текст (англ.)We hear words about co-operation and then we see the threats against Taiwan and events in Hong Kong and the rapid militarisation of the South China Sea. So really when it comes to strategic issues, deterrents seem to be the only thing that makes sense against China

## История
В 2009 году, спустя два года после начала проекта замены конвенциональных подводных лодок класса «Коллинз» в составе Королевских ВМС Австралии, Военно-оборонный доклад правительства заявил: «Правительство исключает использование ядерной тяги для этих подводных лодок».
В 2016 году австралийский премьер-министр Малкольм Тернбулл подписал сделку на 50 миллиардов австралийских долларов (31 миллиардов евро) с государственной французской компанией Naval Group (ранее известной как DCNS до 2017 года) для разработки нового поколения подводных лодок, известных как класс «Атака», в рамках «Программы Будущей Подводной Лодки», предназначенных для замены класса «Коллинз». Дизайн был основан на последней французской ядерной атакующей подводной лодке класса «Барракуда», для чего требовалось преобразование ядерной тяги в конвенциональную. Еще одним отличием было то, что Австралия выбрала для нее боевую систему и торпеды ВМС США, а компания Lockheed Martin Australia была выбрана для интеграции их в дизайн. Австралия обычно требует, чтобы часть их судов была построена на месте, что увеличивает стоимость. В этом случае соответствовало 60 % от стоимости контракта, а технологический перенос осуществлялся Францией.
В 2019 году Австралия подписала стратегическое партнерство с Naval Group для проектирования и строительства двенадцати подводных лодок, которые должны были быть построены в Австралии. Однако проект столкнулся с задержками и перерасходами, что привело к неопределенности и напряженности за кулисами. Пересмотренная стоимость, включая инфляцию на протяжении программы, составляет 90 миллиардов австралийских долларов (56 миллиардов евро)
В феврале 2021 года первоначальный план проектирования был отклонен как слишком дорогостоящий, и компании Naval Group было дано время до сентября на улучшение своего предложения. На слушаниях в Сенате в начале июня 2021 года, когда задержки продолжались, генеральный секретарь Министерства обороны Грег Мориарти признал при ответе на вопросы, что он рассматривал возможность составления запасных планов, если французский проект не удастся, признавая, что проблемы существуют уже более года. Две недели спустя, премьер-министр Австралии Скотт Моррисон встретился в Париже с президентом Франции Эмманюэлем Макроном и выразил обеспокоенность относительно непонятной ситуации с проектом, на что Макрон ответил, что Франция дает «полное и полное» обязательство и продолжит работу «быстрее и дальше, если это возможно».
30 августа 2021 года министры обороны и иностранных дел Франции и Австралии опубликовали совместное заявление, подтверждающее проект и заявив, что «министры подчеркнули важность программы „Будущая подводная лодка“».
Менее чем через три недели Австралия решила публично отменить контракт с компанией Naval Group на подводные лодки класса Атак, несмотря на то, что она уже потратила около 2,4 миллиарда австралийских долларов на проект французской компании. Ожидалось, что Австралия должна будет заплатить сотни миллионов евро в качестве штрафа за отмену контракта. В контракте содержались «контрольные ворота» с возможностью отказа от контракта.
В тот же день, когда был объявлен пакт безопасности, Австралийское министерство обороны написало письмо компании Naval Group. Французское Министерство обороны заявило, что австралийское министерство сообщило им, что «они довольны достижимыми характеристиками подводной лодки и ходом программы». Naval Group заявила, что Австралия «расторгла контракт по своему усмотрению».
Моррисон заявил, что теперь Австралии необходима подводная лодка с ядерным приводом, обладающая преимуществами большей скорости, способностью оставаться под водой на больший период времени и переносить более тяжелые нагрузки, что связано с изменением стратегической ситуации в Индо-Тихоокеанском регионе.
3 ноября 2021 г. государственный секретарь США Энтони Блинкен и глава МИД Австралии Марис Пейн провели телефонные переговоры, в ходе которых обсудили трехстороннее сотрудничество в рамках оборонного альянса АУКУС, а также координацию коллективных усилий в Индо-Тихоокеанском регионе, направленных на поддержание мира и стабильности в регионе.
29 ноября 2023 г. согласно заявлению пресс-секретаря Пентагона генерала ВВС США Патрика Райдера министры обороны США, Великобритании и Австралии обсудили в штате Калифорния вопросы, касающиеся альянса AUKUS. «Министры рассмотрели прогресс, достигнутый в реализации обеспечения Австралии ядерными подводными лодками и с обычным вооружением», — отметил пресс-секретарь.
Отмечается, что они также обсудили текущие и будущие усилия по разработке и внедрению передовых возможностей и содействию более глубокому сотрудничеству между инновационными экосистемами трех стран и оборонно-промышленными базами.
В марте 2024 года пресс-служба администрации президента США Джо Байдена заявила о возможном присоединении в конце 2024 – начале 2025 гг. Японии и Канады к военному альянсу AUKUS. В частности, согласно сделанному заявлению, присоединение стран к альянсу позволит развивать всестороннее сотрудничество в области военных технологий, включая использование искусственного интеллекта, гиперзвуковые ракеты и квантовые технологии.
18 октября 2024 года первый заместитель госсекретаря США Курт Кэмпбелл заявил, что Соединенные Штаты намерены укреплять сотрудничество с Японией в рамках альянса AUKUS, предусматривающего, в частности, строительство для Канберры атомных подводных лодок и проведение других совместных военных разработок.

## Содержание
Пакт предусматривает сотрудничество в создании оборонных технологий, в том числе, автономных систем вооружений на основе ИИ, квантовых технологий и вычислительной техники. В соответствии с договором Австралия впервые получит возможность строительства атомных подводных лодок. Планируется постройка как минимум восьми АПЛ.
На совместном виртуальном брифинге для прессы президент США Джозеф Байден, премьер-министры Великобритании Борис Джонсон и Австралии — Скотт Моррисон заявили, что новое партнёрство направлено на «содействие безопасности и процветанию» в регионе.
В совместном заявлении говорится (слова Бориса Джонсона):

Это историческая возможность для наших трёх стран и солидарных с нами союзников и партнёров, защитить наши общие ценности и поддержать безопасность и процветание в Индо-Тихоокеанском регионе.
Оригинальный текст (англ.)This is an historic opportunity for the three nations, with like-minded allies and partners, to protect shared values and promote security and prosperity in the Indo-Pacific region.
При этом Байден заявил:
Мы должны иметь возможность учитывать как текущую стратегическую обстановку в регионе, так и то, как она может развиваться.
Оригинальный текст (англ.)We need to be able to address both the current strategic environment in the region and how it may evolve

По мнению наблюдателей, пакт направлен на противодействие влиянию Китая в спорной акватории Южно-Китайского моря.

## Оценки
Участники альянса не упоминают Китай, однако очевидно, что договор является противовесом растущей военной мощи КНР на Тихом океане. Так, директор по обороне в правительстве Северной территории Австралии Гай Бокенстейн заявил:

Это важный шаг, указывающий на то, что три державы решили начать противодействие агрессивным действиям КПК в Индо-Тихоокеанском регионе.
Оригинальный текст (англ.)It is a 'big deal' because this really shows that all three nations are drawing a line in the sand to start and counter the Chinese Communist Party's (CCP) aggressive moves in the Indo-Pacific.

## Реакция
Китай

Власти Китая резко раскритиковали альянс, назвав его продуктом «устаревшей ментальности эпохи холодной войны и узколобых геополитических концепций». Представитель МИД КНР Чжао Лицзянь заявил, что получение Австралией технологий строительства атомных подводных лодок провоцирует гонку вооружений и пагубно сказывается на международном режиме нераспространения ядерного оружия.
Франция
Возможность строить собственные атомные подводные лодки в рамках AUKUS привела к тому, что Австралия разорвала заключённый в 2016 году контракт на постройку французским концерном Naval Group 12 неатомных субмарин «Barracuda»; соглашение оценивалось в 90 млрд австралийских долларов (66 млрд долл.) (по другим данным, стоимость отмененного контракта составляла $37 млрд долл. США). Отказ от масштабного проекта, который бы позволил обеспечить французских военных судостроителей работой до 2040 года, вызвал крайне болезненную реакцию Франции:
Франция отменила своё участие в праздновании намеченном на 17 сентября 2021 года 240-й годовщины Чесапикского сражения (высокопоставленный представитель французских ВМС, приехавший в Вашингтон для участия в юбилее, вернулся в Париж);
министр иностранных дел Жан-Ив Ле Дриан назвал решение Австралии «ударом в спину», а французские послы в Канберре и Вашингтоне были отозваны в Париж для консультаций.
После личного общения Макрона с Байденом на Генассамблее ООН, было объявлено, что французский посол вернётся в Вашингтон через неделю.
Тайвань
Пресс-секретарь МИД Тайваня Джоанна У выразила «искреннюю признательность» США и Австралии за «твёрдую и решительную поддержку»
.
ЕС и Европарламент
Европарламент принял резолюцию, призывающую государства ЕС заключить с Тайванем торговое соглашение и добиваться для него статуса наблюдателя в ООН. Евродепутаты выразили «глубокую озабоченность напористыми экспансионистскими действиями Китая в Южно-Китайском море и Тайваньском проливе».
20 сентября председатель Европейского совета Шарль Мишель заявил, что Евросоюз потребовал от США разъяснений в связи с потерей Францией оборонного контракта на поставки подводных лодок Австралии из-за создания военного союза AUKUS.
Последствия: в октябре Евросоюз отложил на месяц переговоры по соглашению о свободной торговле с Австралией, без объяснения причин.
Россия
Выступая на Генассамблее ООН 25 сентября 2021 года, С. В. Лавров предположил, что на фоне поспешного выхода из Афганистана в странах Евросоюза возникло стремление к автономии, что, в свою очередь, стало причиной создания AUKUS.
30 октября 2021 года прошла двухсторонняя встреча глав МИД КНР и России, в ходе которой стороны обсудили направления дальнейшего сотрудничества, а также роль оборонного альянса AUKUS, который по мнению Сергея Лаврова и Ван И, способен привести к дестабилизации обстановки в Азиатско-Тихоокеанском регионе и новой гонке вооружений.

### Комментарии
1. ↑  Китай с 1949 года считает Тайвань своей мятежной провинцией и не исключает возможность силового восстановления своего суверенитета над островом.
2. ↑  Австралия станет седьмым государством мира, имеющим на вооружении атомные подводные лодки. По данным Международного института стратегических исследований на 2021 год, АПЛ имеют шесть стран (из них стратегических ракетоносцев): США — 68/14, Россия — 29/11, Китай — 12/6, Британия — 11/4, Франция — 8/4, Индия — 1/1[13].
3. ↑  New York Times отмечает, что в администрации Байдена и в австралийском правительстве понимали, что французские дизельные подводные лодки устарели, легко обнаруживаются и не смогут служить эффективным инструментом противодействия Китаю. Никто в окружении Байдена не возражал против того, чтобы принести в жертву интересы Франции, поскольку приоритетное значение в Белом доме придают сдерживанию Китая[13].